# Ринхостилис притупленный
Ринхости́лис приту́пленный (лат. Rhynchostylis retusa) — вид однодольных растений рода Ринхостилис (Rhynchostylis) семейства Орхидные (Orchidaceae). Впервые был описан в 1753 году Карлом Линнеем под названием Epidendrum retusum, в род Rhynchostylis вид в 1825 году поместил немецко-нидерландский ботаник Карл Людвиг Блюме.

## Распространение, описание
Распространён в лесах на высоте 300—1500 метров в Китае (провинции Гуйчжоу, Юньнань), Бутане, Камбодже, Индии, Индонезии, Лаосе, Малайзии, Мьянме, Непале, Филиппинах, Шри-Ланке, Таиланде и во Вьетнаме.
Эпифитное теплолюбивое растение средних размеров. Листья изогнутые, мясистые. Соцветие кистевидное, длинное, несёт большое количество плотно расположенных друг к другу цветков размером 2 см каждый. Цветёт зимой и ранней весной.

## Значение
Rhynchostylis retusa является цветком-символом штата Ассам (Индия). Растение активно представлено в традиционной культуре ассамцев, которые называют его «kopou phul» (কপৌ ফুল). В Ассаме орхидею выращивают в качестве декоративного растения, используют на свадебных церемониях и в качестве украшения.
Широко применяется также в местной медицине, например, при лечении порезов и ран.

## Синонимика
Синонимичные названия:
- Aerides guttata (Lindl.) Roxb.
- Aerides praemorsa Willd.
- Aerides retusa (L.) Sw.
- Aerides spicata D.Don
- Aerides undulata Sm.
- Anota violacea (Rchb.f.) Schltr.
- Epidendrum hippium Buch.-Ham. ex D.Don
- Epidendrum indicum Poir.
- Epidendrum retusum L.basionym
- Gastrochilus blumei (Lindl.) Kuntze
- Gastrochilus garwalicus (Lindl.) Kuntze
- Gastrochilus praemorsus (Roxb.) Kuntze
- Gastrochilus retusus (L.) Kuntze
- Gastrochilus rheedei (Wight) Kuntze
- Gastrochilus spicatus (D.Don) Kuntze
- Gastrochilus violaceus (Rchb.f.) Kuntze
- Limodorum retusum (L.) Sw.
- Orchis lanigera Blanco
- Rhynchostylis albiflora I.Barua & Bora
- Rhynchostylis garwalica (Lindl.) Rchb.f.
- Rhynchostylis guttata (Lindl.) Rchb.f.
- Rhynchostylis praemorsa (Willd.) Blume
- Rhynchostylis retusa f. albiflora (I.Barua & Bora) Christenson
- Rhynchostylis violacea Rchb.f.
- Saccolabium blumei Lindl.
- Saccolabium garwalicum Lindl.
- Saccolabium guttatum (Lindl.) Lindl. ex Wall.
- Saccolabium heathii auct.
- Saccolabium macrostachyum Lindl.
- Saccolabium praemorsum (Willd.) Lindl.
- Saccolabium retusum (L.) Voigt
- Saccolabium rheedei Wight
- Saccolabium spicatum (D.Don) Lindl.
- Saccolabium violaceum Rchb.f.
- Sarcanthus guttatus Lindl.